# Emiliano Zapata, Candelaria
Emiliano Zapata är en ort i Mexiko.   Den ligger i kommunen Candelaria och delstaten Campeche, i den sydöstra delen av landet, 900 km öster om huvudstaden Mexico City. Emiliano Zapata ligger 83 meter över havet och antalet invånare är 237.
Terrängen runt Emiliano Zapata är platt, och sluttar västerut. Runt Emiliano Zapata är det glesbefolkat, med 11 invånare per kvadratkilometer. Närmaste större samhälle är El Desengaño, 11,1 km söder om Emiliano Zapata. I omgivningarna runt Emiliano Zapata växer i huvudsak städsegrön lövskog.